# 309917 Sefyani
309917 Sefyani este o planetă minoră (asteroid) din centura de asteroizi. A fost descoperită pe 20 martie 2009 la Vicques⁠(d) de Michel Ory⁠(d). 
Obiectul prezintă o orbită caracterizată de o semiaxă mare de 2,6420338449356 UAi, o excentricitate de 0,096112679146942, o înclinație de 15,033499531001 ° în raport cu ecliptica.